# David Cajthaml
David Cajthaml (* 11. ledna 1959 Praha) je český hudebník, scénograf, kostýmní návrhář, architekt a malíř.

## Život
Spolu se svým o čtyři roky mladším bratrem Jakubem byl roku 1979 u zrodu jedné z prvních punkových kapel v Československu Energie G. V letech 1979–1985 studoval na Vysoké škole uměleckoprůmyslové u profesora Josefa Svobody. Pravidelně vystavuje od roku 1985.

## Dílo
Jeho dílo je zastoupeno ve sbírkách Národní galerie Praha, v Památníku národního písemnictví, ve sbírkách Uměleckoprůmyslového muzea v Praze nebo ve sbírce Brunel University v Londýně.

### Autorské výstavy
- 1988 – Kulturní středisko Delta, Praha
- 1990 – Kresby, obrazy, Oblastní galerie Vysočiny v Jihlavě
- 1991 – Schloß Almoshof, Norimberk
- 1996 – Obrazy a kresby z let 1982–1996, Galerie Fronta, Praha
- 2008 – Teorie ještěrů, Galerie Josefa Sudka, Praha
- 2011–2012 – Lesní kresby, Ústav makromolekulární chemie (Galerie Makráč), Praha
- 2012 – Dým v místnosti zahaluje nahé tóny, Letohrádek Hvězda, Praha
- 2013 – Malba, Galerie Provázek, Brno
- 2019 – Ani jeden den bez čáry, Sýpka Klenová